# Aito Mäkinen
Aito Mäkinen, född 4 januari 1927 i Åbo, död 30 januari 2017 i Helsingfors, var en finländsk filmregissör och filmkulturpersonlighet. 
Under 1960-talet var Mäkinen en representant för den nya vågen inom finsk film, främst gjorde han kortfilm och dokumentärfilm. Han gjorde sin mest betydande insats för finländsk filmkultur genom sin filmklubbsverksamhet på 1950-talet och 1958–1966 som föreståndare för Finlands filmarkiv, som han var med om att grunda. Han monterade arkivfilm för förevisning på festivaler och arrangerade utställningar med filmmotiv. Bland hans filmer kan nämnas kortfilmen Finland (Suomi, 1964) som är ett skarpt angrepp på statens filmpolitik, det experimentella dramat Vaaksa vaaraa (1965), samt Muotoilijan maailma, ett dokument om designern Timo Sarpaneva (1976). Mäkinen verkade även som filmproducent och filmimportör samt som biografägare i Tammerfors. 

## Utmärkelser
- Riddare av Arts et Lettres-orden[2]

[Redigera Wikidata]